# Freikreuz

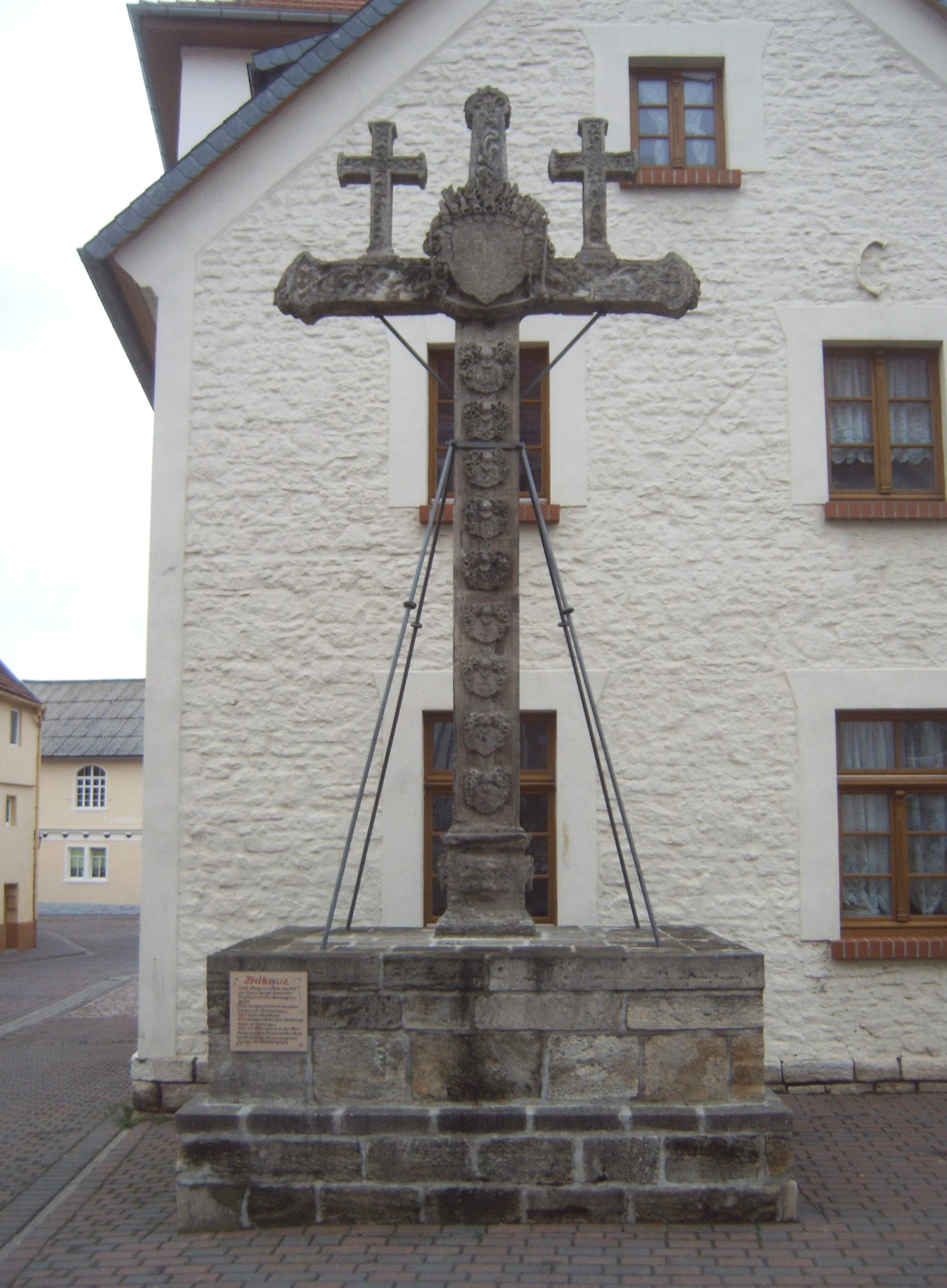
Freikreuz

Das Freikreuz (auch Reiterkreuz) ist ein steinernes Kreuz auf dem Marktplatz der Stadt Kroppenstedt in Sachsen-Anhalt. Das gegenüber dem Kroppenstedter Rathaus stehende Kreuz diente als Stätte der Gerichtsbarkeit und ist ein Symbol für die städtische Freiheit.

## Geschichte
Ein erstes hölzernes Freikreuz ist für das Jahr 1248 belegt. Es wurde das Kreuzgericht abgehalten. Das Amt am Kreuz übte Graf Siegfried von Blankenburg aus. Die Stadt Kroppenstedt besaß lediglich die Niedere Gerichtsbarkeit.
Für das Jahr 1322 ist bekannt, dass am Kreuz das Landgericht durch den Edlen Gardun von Hadmersleben abgehalten wurde. Das Holzkreuz musste regelmäßig erneuert werden. Das letzte stammte aus dem Jahr 1567. 1617 wurde die Gerichtsbarkeit durch den Amtshauptmann von Gröningen ausgeübt.
Nachdem Kroppenstedt an Brandenburg gefallen und wieder eine Erneuerung des Kreuzes notwendig war, bat man Kurfürst Friedrich Wilhelm
um ein neues, jedoch aus Stein gefertigtes Kreuz. Der Wunsch wurde 1651 erfüllt. Zwar war die Gerichtsbarkeit erloschen, das Kreuz wurde nun jedoch als Symbol für die Stadtfreiheit verstanden.
Es entstand das noch heute vorhandene, reich geschmückte barocke Kreuz aus Sandstein. Das freistehende, 4,40 m hohe, mit Wappen verzierte Kreuz war ursprünglich bemalt und vergoldet. Auf dem Kreuzbalken trägt es zwei kleinere Kreuze. 
Seit 1991 findet jeweils am 3. Oktober um das Kreuz das Freikreuzfest statt, zu welchem dann auch wieder eine Gerichtsverhandlung am Kreuz dargestellt wird.